# 日専連
株式会社日専連（にっせんれん、Nissenren.Co.,Ltd）は、クレジットカードに関する事業を営む、東京都千代田区に本社を置く株式会社である。

## 概要
2009年に協同組合連合会日本専門店会連盟からクレジットカードに関する事業を譲り受けた。ただし日専連本体はクレジットカードを発行しておらず、日専連グループの株式会社（一部を除く）が発行している。

## 日専連カード
株式会社ジェーシービー (JCB) と提携したJCB又は三菱UFJニコス株式会社と提携したDCの各ブランドのクレジットカードを取り扱っている他、ETCカードや電子マネーQUICPayを取り扱っている。これらを取り扱っている株式会社は次表の通り。

### 現在
| 名称                   | 所在地         | 対応カード | 対応カード | 対応カード | 対応カード |
| 名称                   | 所在地         | JCB        | DC         | QUICPay    | ETC        |
| ---------------------- | -------------- | ---------- | ---------- | ---------- | ---------- |
| ニッセンレンエスコート | 北海道札幌市   | ○          | ○          | 〇         | ○          |
| 日専連旭川             | 北海道旭川市   | ○          | ○          | ○          | ○          |
| 日専連ジェミス         | 北海道帯広市   | ○          | ○          | ○          | ○          |
| 日専連パシフィック     | 北海道苫小牧市 | ○          | ○          | ○          | ○          |
| 日専連ホールディングス | 青森県青森市   | ○          | ○          | 〇         | ○          |
| 日専連パートナーズ     | 岩手県盛岡市   | ○          | ×          | 〇         | ○          |
| 日専連ライフサービス   | 宮城県仙台市   | ○          | ○          | ○          | ○          |
| 日専連静岡             | 静岡県静岡市   | ○          | ○          | ×          | ○          |
| 日専連ベネフル         | 福岡県北九州市 | ○          | ○          | ×          | ○          |
| 日専連ファイナンス     | 熊本県熊本市   | ○          | ○          | ○          | ○          |

### 過去
| 名称                         | 所在地         | 対応カード | 対応カード | 対応カード | 対応カード | 備考                                                                         |
| 名称                         | 所在地         | JCB        | DC         | QUICPay    | ETC        | 備考                                                                         |
| ---------------------------- | -------------- | ---------- | ---------- | ---------- | ---------- | ---------------------------------------------------------------------------- |
| 日専連ニックコーポレーション | 北海道北見市   | ○          | ○          | ○          | ○          | 2024年9月に事業停止。 希望者は日専連ジェミスへ申し込み。                     |
| 日専連釧路                   | 北海道釧路市   | ○          | ○          | ○          | ○          | 2023年2月に事業停止。 希望者は日専連ジェミスへ申し込み。                     |
| 日専連ソニック               | 静岡県沼津市   | ○          | ○          | ×          | ×          | 2020年3月に事業停止。 希望者は日専連静岡へ申し込み。                         |
| 日専連アクア                 | 神奈川県川崎市 | ○          | ×          | ×          | ○          | 2022年6月に事業停止。 希望者はニッセンレンエスコートへ申し込み。             |
| シティックスカード           | 福岡県福岡市   | ×          | ○          | ×          | ○          | 2024年6月にDCカードの取扱廃止。その後は独自提携によるJCBカードのみ取り扱い。 |

## カードの名称

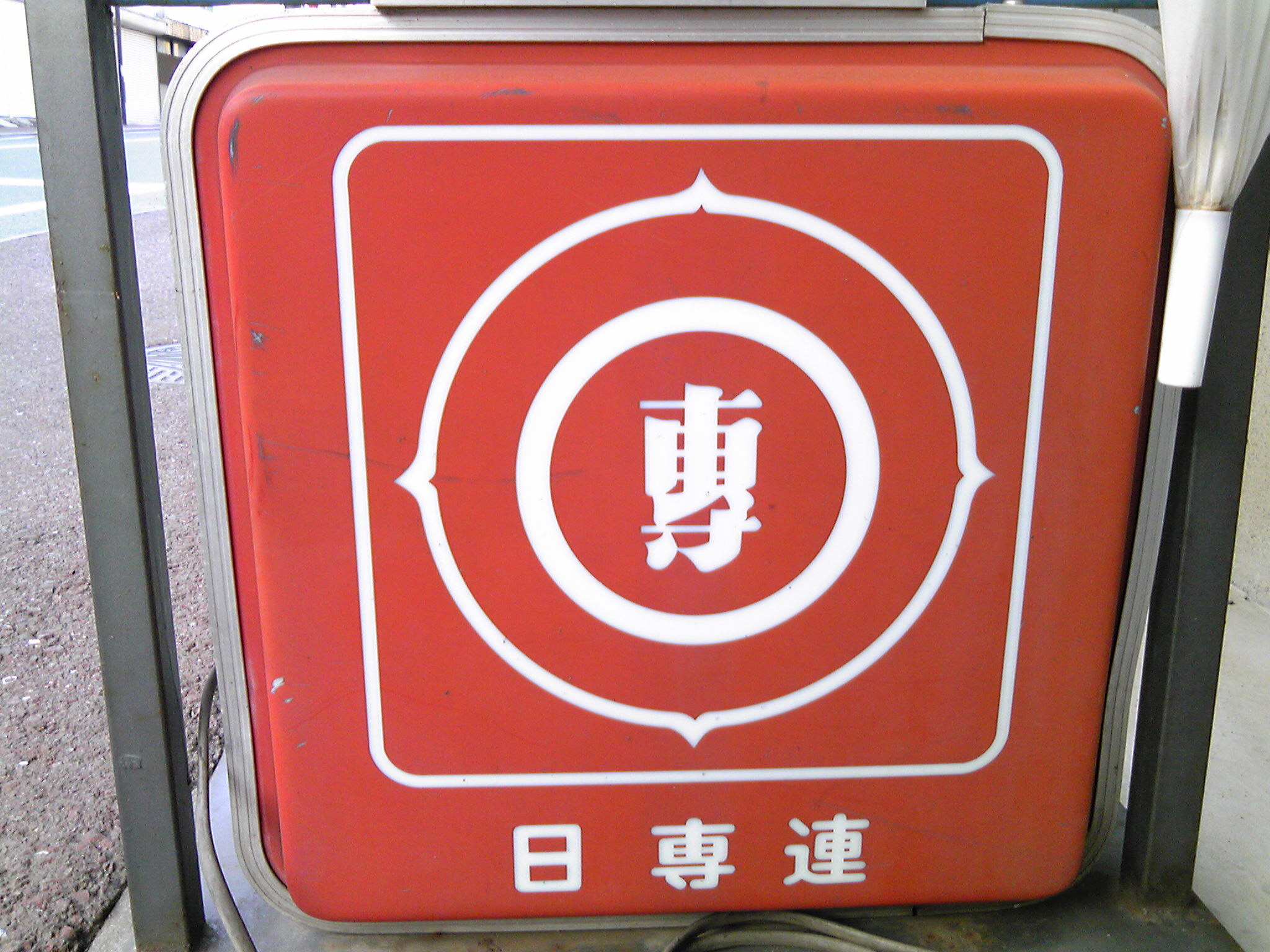
日専連のロゴマーク
画像は1世代前のものでかつて発行された日専連のカードにもこのロゴが入っていた。

現在は「日専連カード」の名称を主に使っているが会社によっては独自の名称となっている（シティックスカードなど）。かつては日専連の旧ロゴから「○専（まるせん）カード」の呼称も存在した。